# Rodzina Ferrara (f13)
Rodzina Ferrara, znana też jako Rodzina 13 – grupa greckich rękopisów minuskułowych przekazujących tekst Ewangelii, których daty przypadają na wieki XI-XV. Jej cechą charakterystyczną jest to, że Pericope adulterae umieszczana jest w Ewangelii Łukasza, a nie w Ewangelii Jana, brak tekstu Mt 16,2b-3 (znaki czasu), tekst Łk 22,43-44 (krwawy pot Jezusa) umieszczony został w Ewangelii Mateusza, za Mt 26,39. Ustalono, że wszystkie one pochodzą z jednego przekazującego Ewangelie kodeksu majuskułowego, datowanego na VII wiek. Na czele grupy stoi kodeks minuskułowy 13, przechowywany teraz w Paryżu.

## Historia
Rodzina została odkryta w 1877 roku przez T.K. Abbott i Williama Ferrara .
J. Rendel Harris sądził, że wiele wariantów grupy ma syryjskie pochodzenie ze względu na podobieństwo tekstualne do staro-syryjskiego przekładu.
Dalsze badania nad grupą prowadził Hermann von Soden w 1913. Kirsopp i Silva Lake (1941). Dzisiaj do grupy tej zaliczane są następujące minuskuły: Minuskuł 13, 69, 124, 346, 543, 788, 826, 828, 983, 1689 i 1709.
W 1924 roku B.H. Streeter zaproponował, że f13 przekazuje tekst cezarejski, różny od bizantyjskiego, zachodniego i aleksandryjskiego . Pogląd ten podzielany jest przez część innych uczonych, ale nie wszystkich.

## Warianty tekstowe charakterystyczne dla grupy
Mateusz 1,16
ω μνηστευθεισα παρθενος Μαριαμ εγεννησεν Ιησουν τον λεγομενον χριστον — Θ f13
Marek 9,41
επι τω ονοματι μου — f13 1344 ℓ 44mg syrpal
εν ονοματι — אc A B C* K L Π Ψ f1 892 Peszitta
εν τω ονοματι μου — D Δ Θ 28 565 700 1009 1216 1242 2174 ℓ 10 ℓ 32 ℓ 185 ℓ 313 ℓ 950 ℓ 1231 ℓ 1579mg ℓ 1599mg
εν ονοματι μου — א* C3 W X Π2 1010 1195 1230 1253 1365 1646 2148 Byz Lect
Łukasz 22,40
εισελθειν ] εμπεσειν
Jan 12,5
τριακοσιων (trzysta) ] διακοσιων (dwieście); wariant wspiera kodeks 1424;
Jan 12,41
δοξαν αυτου (chwały jego) ] δοξαν του θεου (chwały Bożej); wariant wspiera Codex Koridethi, copsa, copbo;
Jan 15,16
δω υμιν ] τουτο ποιησω, ινα δοξασθη ο πατηρ εν τω υιω
Jan 19,19
γεγραμμενον ] γεγραμμενον εβραιστι ελληνιστι ρωμαιστι